# Distretto di Pisz
Il distretto di Pisz (in polacco powiat piski) è un distretto polacco appartenente al voivodato della Varmia-Masuria.

## Geografia antropica

### Suddivisioni amministrative
Il distretto comprende 4 comuni.
- Comuni urbano-rurali: Biała Piska, Orzysz, Pisz, Ruciane-Nida